# 신청구 (시안시)

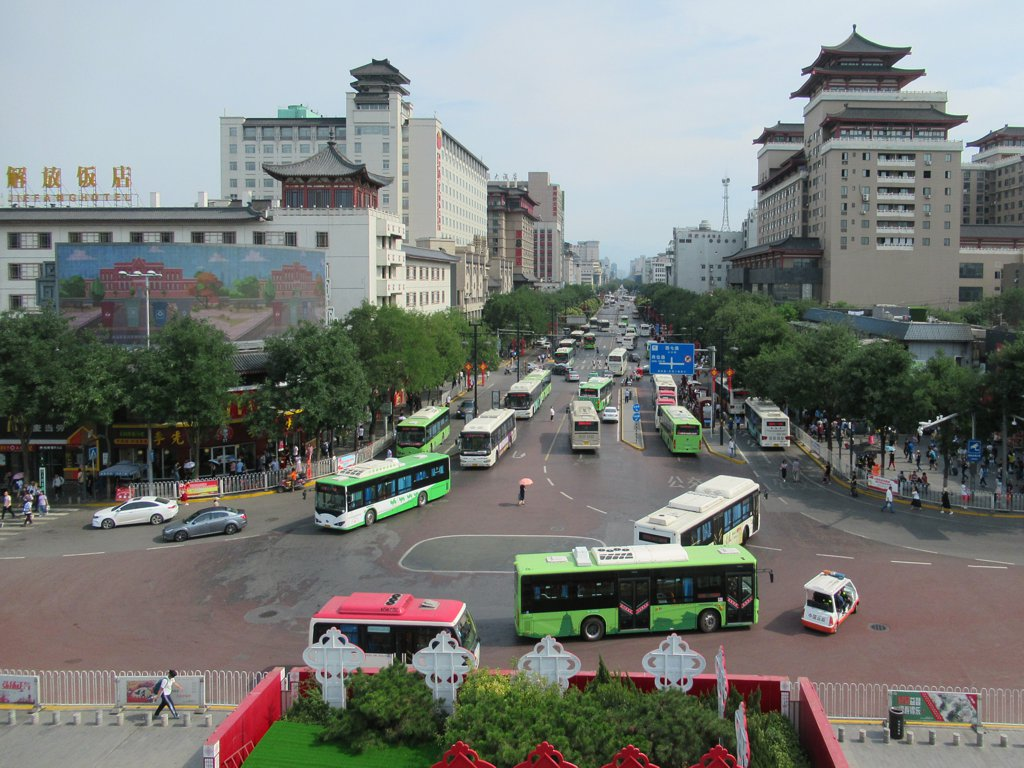

신청구(한국어: 신성구, 중국어: 新城区, 병음: Xīnchéng Qū)는 중화인민공화국 산시성 시안시의 현급 행정구역이다. 넓이는 31km2이고, 인구는 2007년 기준으로 500,000명이다.

## 행정 구역
9개 가도를 관할한다.
- 가도: 西一路街道, 长乐中路街道, 中山门街道, 韩森寨街道, 解放门街道, 自强路街道, 太华路街道, 长乐西路街道, 胡家庙街道.